# ポンテベドラ県
ポンテベドラ県（ポンテベドラけん、Provincia de Pontevedra）は、スペインのガリシア州の県で、1833年ハビエル・デ・ブルゴスによって創設された。北は同州のア・コルーニャ県、東は同州のルーゴ県とオウレンセ県、南はポルトガルに接し、西は大西洋に面している。県都はポンテベドラ。

## 地理

### 人口
| ポンテベドラ県の人口推移 1900－2010                     |
|                                                         |
| 出典:INE（スペイン国立統計局）1900年 - 1991年、1996年 - |

## 行政区画
62の自治体がある。最大の都市はビーゴ（29万人）で、人口の30%が住む。2番目に人口が多いのは県都のポンテベドラ（8万人）、3番目はビラガルシーア・デ・アロウサ（3万6千人）である。

### 主な自治体
| 順位 | 自治体                       | 人口（2011年） | コマルカ                         |
| 1    | ビーゴ                       | 297,241        | ビーゴ                           |
| 2    | ポンテベドラ                 | 82,400         | ポンテベドラ                     |
| 3    | ビラガルシーア・デ・アロウサ | 37,903         | オ・サルネス                     |
| 4    | レドンデーラ                 | 30,006         | ビーゴ                           |
| 5    | カンガス                     | 26,121         | オ・モラソ                       |
| 6    | マリン                       | 25,864         | オ・モラソ                       |
| 7    | ポンテアレーアス             | 23,561         | オ・コンダード                   |
| 8    | ア・エストラーダ             | 21,759         | タベイロス＝テーラ・デ・モンテス |
| 9    | ラリン                       | 21,127         | デサ                             |
| 10   | モアーニャ                   | 19,336         | オ・モラソ                       |

### コマルカ（県と市の中間単位）と自治体
ポンテベドラ県は13のコマルカに分けられている。人口は2009年。
| コマルカ                         | 構成自治体（太字は中心となる自治体） | 数 | 人口（人） | 面積（km2） |
| -------------------------------- | --- | -- | ---------- | ----------- |
| オ・バイショ・ミーニョ           | ア・グアルダ、オイア、オ・ロサル、トミーニョ、トゥイ | 5  | 51,062     | 322.8       |
| カルダス                         | カルダス・デ・レイス、カトイラ、クンティス、モラーニャ、ポンテセスーレス、ポルタス、バルガ                                                                                       | 7  | 35,407     | 288.6       |
| オ・コンダード                   | モンダリス、モンダリス＝バルネアリオ、アス・ネベス、ポンテアレーアス、サルバテーラ・デ・ミーニョ                                                                                 | 5  | 41,714     | 341.0       |
| デサ                             | アゴラーダ、ドソン、ラリン、ロデイロ、シジェーダ、ビラ・デ・クルセス | 6  | 44,769     | 1,026.7     |
| オ・モラソ                       | ブエウ、カンガス、マリン、モアーニャ | 4  | 83,509     | 140.7       |
| ア・パラダンタ                   | アルボ、ア・カニーサ、コベーロ、クレセンテ | 4  | 16,411     | 332.2       |
| ポンテベドラ                     | バーロ、カンポ・ラメイロ、コトバーデ、ア・ラマ、ポイオ、ポンテ・カルデーラス、ポンテベドラ、ビラボーア                                                                           | 8  | 122,137    | 624.0       |
| オ・サルネス                     | カンバードス、オ・グローベ、ア・イジャ・デ・アロウサ、メアーニョ、メイス、リバドゥミア、サンシェンショ、ビラガルシーア・デ・アロウサ、ビラノーバ・デ・アロウサ                   | 8  | 111,763    | 275.2       |
| タベイロス＝テーラ・デ・モンテス | セルデード、ア・エストラーダ、フォルカレイ | 3  | 28,235     | 529.0       |
| ビーゴ                           | バイヨーナ、フォルネーロス・デ・モンテス、ゴンドマール、モス、ニグラン、パソス・デ・ボルベン、オ・ポリーニョ、レドンデーラ、サルセーダ・デ・カセーラス、ソウトマイヨール、ビーゴ | 11 | 424,656    | 613.4       |
| 計                               | | 62 | 959,764    | 4,495.0     |

### 司法管轄区

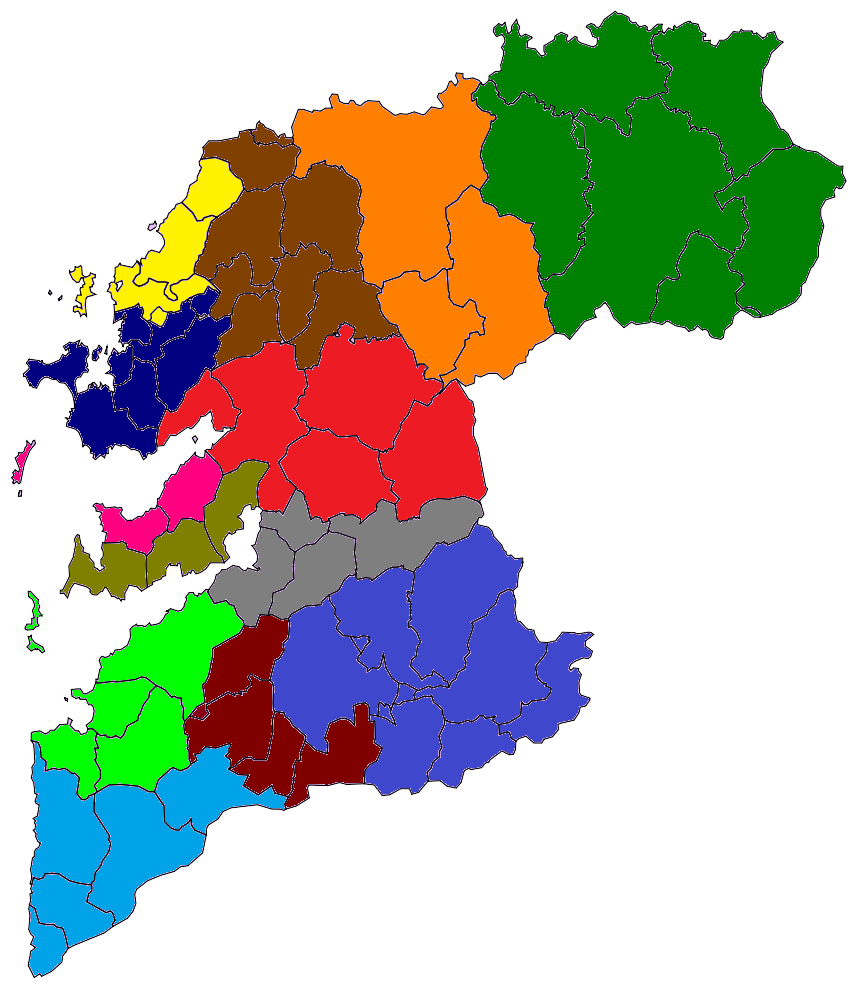
ポンテベドラ県の司法管轄区

県内は13の司法管轄区に分けられる。太字は中心自治体。
1. ポンテアレーアス司法管轄区[6] - アルボ、ア・カニーサ、コベーロ、クレセンテ、モンダリス、モンダリス＝バルネアリオ、アス・ネベス、ポンテアレーアス、サルバテーラ・デ・ミーニョ
2. ビラガルシーア・デ・アロウサ司法管轄区[7] - カトイラ、ア・イジャ・デ・アロウサ、ビラガルシーア・デ・アロウサ、ビラノーバ・デ・アロウサ
3. ビーゴ司法管轄区[8] - バイヨーナ、ゴンドマール、ニグラン、ビーゴ
4. ポンテベドラ司法管轄区[9] - コトバーデ、ア・ラマ、ポイオ、ポンテ・カルデーラス、ポンテベドラ
5. ア・エストラーダ司法管轄区[10] - セルデード、ア・エストラーダ、フォルカレイ
6. トゥイ司法管轄区[11] - ア・グアルダ、オイア、オ・ロサル、トミーニョ、トゥイ
7. カンガス司法管轄区[12] - カンガス、モアーニャ、ビラボーア
8. ラリン司法管轄区[13] - アゴラーダ、ドソン、ラリン、ロデイロ、シジェーダ、ビラ・デ・クルセス
9. カンバードス司法管轄区[14] - カンバードス、オ・グローベ、メアーニョ、メイス、リバドゥミア、サンシェンショ
10. レドンデーラ司法管轄区[15] - フォルネーロス・デ・モンテス、パソス・デ・ボルベン、レドンデーラ、ソウトマイヨール
11. オ・ポリーニョ司法管轄区[16] - モス、オ・ポリーニョ、サルセーダ・デ・カセーラス
12. カルダス・デ・レイス司法管轄区[17] - バーロ、カルダス・デ・レイス、カンポ・ラメイロ、クンティス、モラーニャ、ポンテセスーレス、ポルタス、バルガ
13. マリン司法管轄区[18] - ブエウ、マリン

### 司教区
県内は3司教区に分けられている。
- トゥイ＝ビーゴ司教区（Diocese de Tui-Vigo）
- サンティアゴ・デ・コンポステーラ大司教区（Arquidiocese de Santiago de Compostela）
- ルーゴ司教区（Diocese de Lugo）

## 政治

### 県議会
ポンテベドラ県議会（Deputación de Pontevedra）の定数は27、現在の議長はガリシア国民党（PPdeG）のラファエル・ロウサン・アバル、議席の内訳はガリシア国民党：17、ガリシア社会主義者党（PSdeG-PSOE）：6、ガリシア民族主義ブロック（BNG）：4である 。

## 出身人物
- アントン・ラマサーレス